# 올메이든 컨트리 데이 스쿨
캘리포니아 산호세 올메이든 컨트리 데이 스쿨(California San Jose Almaden Country Day School)은 미국 캘리포니아 주 새너제이에 있는 사립 12년제 초중고등학교이다. 이 학교는 1982년에 첫 개교되었다.